# Rațiune

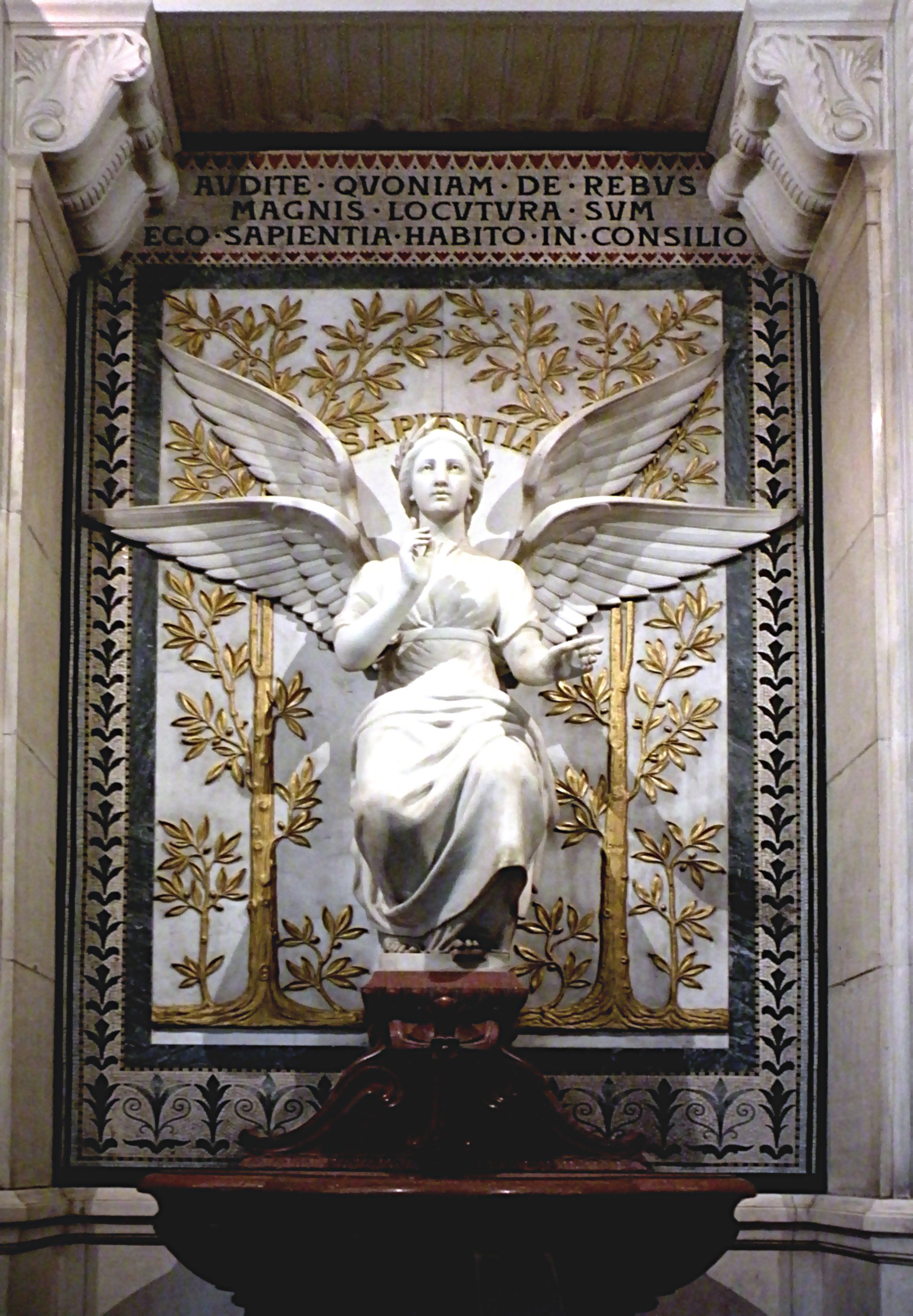
Alegorie a minții. Figura centrală a bazilicii Notre Dame de Fourviere din Lyon.

Rațiunea ca și concept filosofic înseamnă capacitatea spiritului uman de a înțelege relații universale și sensul lor și de a acționa conform acestora, inclusiv privitor la propria situație în viață. Rațiunea este cea mai importantă capacitate epistemologică, care controlează înțelegerea și care îi fixează acesteia limite. Astfel, rațiunea este cel mai important mijloc al reflecției filosofice. Acest sens al rațiunii, care este și azi cel mai important, își are originea în filozofia lui Immanuel Kant.
În alt sens, rațiunea înseamnă și temei, motiv, justificare. Autoritate de stat - principiu în baza căruia o autoritate de stat poate lua unele măsuri de interes general, trecând peste interesele particulare.

## Rațiunea în filosofie
Rațiunea este una dintre formele conștiinței, mintea conștientă de sine, îndreptată asupra ei înșiși și conținutul conceptual al cunoașterii sale (Kant, Hegel). Rațiunea se exprimă în principii, idei și idealuri. Rațiunea trebuie distinsă de alte forme de conștiință - contemplare, rațiune, conștiință de sine și spirit. În virtutea acestui fapt, rațiunea poate avea contradicții. Hegel credea că numai rațiunea ajunge, în sfârșit, la adevărata expresie a adevărului ca fiind concretă, adică include caracteristici opuse în unitatea sa.

## Rațiunea și limba
Acțiunea rațiunii, ca înțelegerea universală, este strâns legată de vorbirea umană (limbă), care stabilește un set nedefinit de fenomene reale și posibile (trecut, prezent și viitor) similare sau omogene unui semn. Dacă luăm în considerare semnul lingvistic ca un întreg, inseparabil față de ceea ce este exprimat de el, atunci putem recunoaște că esența reală a gândirii raționale este exprimată în cuvinte, din care analiza rațională identifică diferitele sale forme, elemente și legi (vezi Filozofie).
Abordând problema posibilității gândirii non-verbale, Brouwer a arătat că matematica este o activitate autonomă și independentă care nu depinde de limbaj și că ideile matematicii merg mult mai adânc în minte decât în limbaj, indiferent de percepția verbală. Potrivit lui Brouwer, limba naturală este capabilă să creeze doar o copie a ideilor corelate cu ea însăși, cum ar fi fotografierea cu un peisaj.

## Rațiunea și experiență
În unele tendințe filosofice ale secolului al XIX-lea, rațiunea se opunea experienței naturale sau empirismului. A existat și tendința opusă - de a deduce mintea sau chiar ideea universalității de la singurele fapte de experiență (vezi și Empirism).